# Iwan Udalcow
Iwan Iwanowicz Udalcow (ros. Ива́н Ива́нович Удальцо́в, ur. 12 marca 1918 w Moskwie, zm. 20 marca 1995 tamże) – radziecki historyk slawista i dyplomata.

## Życiorys
W 1940 ukończył Moskiewski Uniwersytet Państwowy, później został kandydatem nauk historycznych, w latach 1940-1945 służył w Armii Czerwonej, brał udział w wojnie z Niemcami. Od 1943 należał do WKP(b), od 1947 był pracownikiem naukowym, w latach 1950-1959 pracował w aparacie KC KPZR, kolejno w latach 1959-1962 był dyrektorem Instytutu Slawistyki Akademii Nauk ZSRR. W latach 1962–1965 był I zastępcą kierownika Wydziału Ideologicznego KC KPZR, następnie (1965-1970) posłem-radcą Ambasady ZSRR w Czechosłowacji. Między 1970 a 1976 przewodniczącym Zarządu Agencji Prasowej "Nowosti", a od 12 marca 1976 do 11 września 1979 ambasadorem nadzwyczajnym i pełnomocnym ZSRR w Grecji. Od 9 kwietnia 1971 do 24 lutego 1976 był zastępcą członka KC KPZR. Deputowany do Rady Najwyższej ZSRR IX kadencji. Pochowany na Cmentarzu Nowodziewiczym w Moskwie.